# Glenn Seton
Glenn Seton, född den 5 maj 1965 i Gosford, New South Wales, är en australisk racerförare.

## Racingkarriär
Seton blev tvåa i ATCC 1987 bakom Jim Richards, vilket inledde en lång karriär i ATCC och V8 Supercar. Nästa lyckosamma säsong kom först 1991, då Seton slutade på en fjärdeplats i mästerskapet, vilket följdes upp av en femteplats 1992, innan han med de nya V8-bilarna blev mästare 1993 för Ford. Det inledde en period på fem säsonger där Seton var på medaljplats varenda säsong, då han blev tvåa 1994 och 1995, samt trea 1996, innan han slog till och tog sin andra och sista titel 1997. 1998 var en något sämre säsong, men han slutade på en sjätteplats, innan både han och Mark Skaife lyckades pricka 1656 poäng under 1999. Seton blev fyra, då han vunnit mindre rundor än vad Skaife hade gjort, av den enkla anledningen att Seton inte hade vunnit en enda. 2000 var Setons sista lyckade säsong, då han slutade femma i mästerskapet, men sedan gick det kärvare, och efter placeringsraden 16-24-15-15-15 slutade Seton att köra permanent och ägnade sig mellan 2006 och 2008 enbart åt enduranceracen.